# Panoplax
Panoplax is een geslacht van kreeftachtigen uit de klasse van de Malacostraca (hogere kreeftachtigen).

## Soorten
- Panoplax depressa Stimpson, 1871
- Panoplax elata (A. Milne-Edwards, 1880)
- Panoplax mundata Glassell, 1935